# Ligatura (medycyna)
Ligatura (łac. ligatura – podwiązanie) – w chirurgii oznacza zamknięcie jakiegoś organu ze światłem, np. naczynia krwionośnego – tętnicy lub żyły, przy użyciu szwu chirurgicznego.
W niektórych sytuacjach przy podwiązaniu dodatkowo przekłuwa się tkanki w celu zabezpieczenia podwiązki przed zsunięciem (podwiązanie z podkłuciem). Przewaga podwiązania nad elektrokoagulacją polega na większym bezpieczeństwie. Naczynie krwionośne zostaje zamknięte mechanicznie. Natomiast w przypadku zastosowania elektrokoagulacji, z powodu uszkodzenia ścian naczynia krwionośnego w okolicy koagulacji na skutek działania wysokiej temperatury może dojść do nieszczelności i ponownego krwawienia.